# Young, Wild and Free
Singles par Snoop Dogg
The Mack
(2011) Stoner's Anthem
(2012)
Singles par Wiz Khalifa
5 O'Clock
(2011) I'm On
(2011)
Singles par Bruno Mars
It Will Rain
(2011) Mirror
(2011)
Young, Wild & Free est une chanson interprétée par Wiz Khalifa, Snoop Dogg et Bruno Mars dont les paroles expriment le besoin de liberté des adolescents avec des références notamment aux soirées étudiantes, à la drogue et à l'alcool. Le clip vidéo est sorti le 10 octobre 2011. Le clip est interdit de diffusion avant 22h en France en raison des scènes de prises de substances illicites et de la banalisation de ces pratiques et du mauvais exemple envers le jeune public.

## Liste des pistes
| 1. | Young, Wild & Free (Explicit) (avec Bruno Mars) | 3:27 |
| 2. | Young, Wild & Free (Clean) (avec Bruno Mars)    | 3:27 |

## Classements

### Classement hebdomadaire
| Classement (2011-2012)                  | Meilleure position |
| --------------------------------------- | ------------------ |
| Allemagne (Media Control AG)            | 15                 |
| Australie (ARIA)                        | 4                  |
| Autriche (Ö3 Austria Top 40)            | 17                 |
| Belgique (Flandre Ultratop 50 Singles)  | 9                  |
| Belgique (Wallonie Ultratop 50 Singles) | 13                 |
| Canada (Hot 100)                        | 13                 |
| Danemark (Tracklisten)                  | 19                 |
| États-Unis (Hot 100)                    | 7                  |
| États-Unis (R&B/Hip-Hop Songs)          | 56                 |
| États-Unis (Rap Songs)                  | 4                  |
| Pays-Bas (Single Top 100)               | 11                 |
| France (SNEP)                           | 6                  |
| Hongrie (Rádiós Top 40)                 | 17                 |
| Irlande (IRMA)                          | 33                 |
| Israël (Media Forest)                   | 3                  |
| Italie (FIMI)                           | 5                  |
| Nouvelle-Zélande (RMNZ)                 | 2                  |
| Norvège (VG-lista)                      | 6                  |
| Pologne (ZPAV)                          | 3                  |
| Corée du Sud (GAON)                     | 20                 |
| Royaume-Uni (UK Singles Chart)          | 44                 |
| Royaume-Uni (UK R&B Chart)              | 12                 |
| Suède (Sverigetopplistan)               | 14                 |
| Suisse (Schweizer Hitparade)            | 6                  |

## Certifications
| Pays             | Organisme | Certification | Vente     |
| ---------------- | --------- | ------------- | --------- |
| Allemagne        | BVMI      | Or            | 150 000   |
| Australie        | ARIA      | 4 × Platine   | 280 000   |
| Belgique         | BEA       | Or            | 15 000    |
| Canada           | CRIA      | 3 × Platine   | 240 000   |
| Danemark         | IFPI      | 2 × Platine   | 60 000    |
| États-Unis       | RIAA      | 3 × Platine   | 3 211 000 |
| Italie           | FIMI      | Platine       | 30 000    |
| Nouvelle-Zélande | RIANZ     | Platine       | 15 000    |
| Suisse           | IFPI      | Or            | 15 000    |

### Classement annuel
| Classement (2011)    | Position |
| -------------------- | -------- |
| Nouvelle-Zélande     | 46       |
| Classement (2012)    | Position |
| États-Unis (Hot 100) | 32       |

## Historique de sortie
| Pays        | Date            | Format                 | Label            |
| ----------- | --------------- | ---------------------- | ---------------- |
| États-Unis  | 11 octobre 2011 | Téléchargement digital | Atlantic Records |
| Royaume-Uni | 4 décembre 2011 | Téléchargement digital | Atlantic Records |
| Allemagne   | 3 février 2012  | CD single              | Atlantic Records |